# Coptophyllum
Coptophyllum é um género botânico pertencente à família Rubiaceae.

## Espécies
- Coptophyllum bracteatum
- Coptophyllum buniifolium
- Coptophyllum capitatum
- Coptophyllum cicutarium
- Coptophyllum fulvum
- Coptophyllum gardner
- Coptophyllum korth.
- Coptophyllum millefolium
- Coptophyllum nicobaricum
- Coptophyllum pilosum
- Coptophyllum reptans
- Coptophyllum sylvestre